# Jogo das Estrelas de 2009 do NBB
O Jogo das Estrelas da temporada 2009 foi um evento festivo realizado no dia 22 de março de 2009, no ginásio Maracanãzinho, no Rio de Janeiro.
O evento foi organizado pela Liga Nacional de Basquete e teve transmissão ao vivo do canal Sportv. Foi o primeiro evento do NBB para juntar as estrelas do basquete nacional.
Às 10 horas o evento iniciou com o torneio de enterradas e foi seguido pelo torneio de três pontos. O jogo reunindo os melhores da temporada foi realizado às 13 horas.

## Equipes
Os jogadores foram escolhidos através de pré seleção dos treinadores seguido de votação do público. Primeiramente os técnicos das equipes pré selecionaram 30 jogadores e por meio do site da Liga Nacional de Basquete os torcedores puderam escolher 20 jogadores, quatro por posição. Para completar os dois times, os técnicos convidados para dirigirem as equipes escolheram mais quatro atletas, dois para cada time.  
Para homenagear dois grandes nomes do Basquete Brasileiro, a LNB deu os nomes das equipes de Rosa Branca e Ubiratan.
Apesar de terem sido escolhidos os jogadores Manteiguinha e Nezinho não puderam participar do evento por estarem lesionados e para seus lugadores foram chamados Larry e Shilton.  
Os atletas foram divididos em duas equipes: Branca (Ubiratan), treinada por Hélio Rubens Garcia e Chuí, e Escura (Rosa Branca), treinada por Claudio Mortari e Lula Ferreira.

## Torneio de Enterradas
Para participarem do torneio de enterradas cada uma das 15 equipes da NBB indicaram um jogador do time para a disputa. O vencedor foi o jogador Júlio Toledo do Lupo/Araraquara. 

## Torneio de 3 pontos
Os atletas do Torneio de 3 pontos foram escolhidos através de seletivas realizadas nas 12ª e 13ª rodadas do NBB.
Os selecionados foram:
- Felipinho (Cetaf)
- Fischer(Bauru)
- Dedé (Paulistano)
- Jefferson (Flamengo)
- Neto (Araraquara)
- Edvanderson (Saldanha da Gama)

O vencedor do torneio foi o jogador Fischer do Bauru.

## O Jogo
No início, os jogadores pareciam tímidos e não fizeram muitas jogadas de efeito, mas depois se soltaram e a partida terminou em 126 a 117 para o Rosa Branca.
O Cestinha da partida foi o jogador Shammel com 26 pontos. 